# Río Rasipnaya
El río Rasipnaya (del ruso: Рассыпная) o río Mekleta (Меклета) es un río del krai de Krasnodar y del krai de Stávropol de Rusia, afluente por la izquierda del río Yegorlyk, de la cuenca hidrográfica del Don a través del Manych. 

## Curso
Tiene 62 km de longitud y una cuenca de 1 210 km². Nace menos de 1 km al oeste de Bélaya Glina, en el krai de Krasnodar e inicia su curso hacia el este, pasando por Rasipnoye y desembocando en el Yegorlyk 130 km antes de su desembocadura en el Manych, en Zhukovskoye, krai de Stávropol.